# Милые кости (роман)
«Милые кости» (англ.  The Lovely Bones) — роман 2002 года американской писательницы Элис Сиболд, ставший бестселлером и в 2009 году экранизированный Питером Джексоном.
Русский перевод вышел в 2006 году в издательстве «Эксмо».

## Сюжет
«Милые кости» — это история, рассказанная от лица девочки по имени Сюзи Сэлмон, которая в возрасте 14 лет была изнасилована, убита и расчленена человеком, жившим по соседству. Преступление совершается на самых первых страницах книги, его дата — 6 декабря 1973 года; следующие несколько лет Сюзи, попавшая в свой персональный рай, наблюдает за жизнью своих близких и убийцы и размышляет об их судьбах. Сюзи не может повлиять на происходящее в её отсутствие на Земле, однако несколько раз ей удаётся на короткое время появиться перед своими родными, и более того, однажды девочка вселяется в тело девушки Рут для того, чтобы поцеловать парня, в которого она была влюблена в школе. Сюжет романа носит линейный характер: почти всё повествование сводится к тому, что Сюзи, видя «сверху» то, что происходит после её смерти, комментирует происходящее, иногда с краткими экскурсами в прошлое или будущее. История, начинаясь с гибели Сюзи, следует через распад семьи Сэлмон и завершается рождением ребёнка у Линдси, младшей сестры Сюзи.

## Персонажи
Семья Сюзи Сэлмон состоит из её отца Джека, матери Аббигайль, сестры Линдси и брата Бакли, а также бабушки Линн. Джек одержим поисками убийцы дочери, постепенно отчуждается от остальных членов семьи, и в результате Аббигайль решается бросить всех и начать новую жизнь вдали от беды, которая не покидает их дом. Перед этим у Аббигайль возникает краткий роман с детективом Леном Фэнерманом, расследовавшим дело об убийстве Сюзи. Впоследствии, после некоторых перемещений по стране, Аббигайль оседает в Калифорнии. Джек переносит серьёзный сердечный приступ в результате крупной ссоры с Бакли: мальчик вырастает с чувством потери всей семьи, не только Сюзи. Линдси успешно заканчивает колледж и становится психотерапевтом, у неё и её старого школьного друга Сэмюеля рождается ребёнок. Сюзи рассказывает также, что несколькими годами позже бабушка Линн тоже умерла, но на небесах они с Сюзи пока не встретились.
Убийцу девочки зовут Джордж Харви, этот мужчина в возрасте между 30 и 40 годами с некоторых пор стал жителем маленького городка Норристаун, что вблизи Филадельфии, однако за ним тянется шлейф преступлений, совершённых в разных местах. Мистер Харви (именно так называет его Сюзи в романе) живёт неподалёку от семейства Сэлмон, занимается тем, что строит кукольные домики, насилует и убивает маленьких девочек и умерщвляет домашних животных. Сюзи может видеть его детство (мать Харви била его, была клептоманкой и воровала вещи с трупов), встречает всех его жертв и следит за ним до самой его смерти. Мистер Харви так и не был пойман полицией и остался безнаказанным. Линдси, младшая сестра Сюзи, подозревала в нём убийцу и даже однажды смогла пробраться к нему в дом в его отсутствие в поисках улик, однако Харви застал её у себя дома, но поймать не смог. От полиции у него нашлась отговорка, но позже он уезжает из города. В Нью-Гемпшире его настигает случайная гибель.
Ещё один важный персонаж истории — девушка Рут Коннорс: Сюзи задела её, когда покидала Землю, и Рут это ощутила. Той же ночью ей приснился сон о происшествии, и с тех пор наваждение, что она должна проникнуть в эту тайну, не покидало её. Рут заканчивает университет в другом городе и возвращается в Норристаун, чтобы сблизиться с Реем Сингхом, мальчиком, который ухаживал за Сюзи, пока та была жива, и которого некоторое время считали виновным в её гибели. В момент их близости Сюзи, никогда не знавшая физической любви, овладевает телом Рут и целует Рея.
Книга населена довольно большим количеством действующих лиц, у каждого из которых есть своя весомая роль в жизни и смерти Сюзи Сэлмон. Несмотря на то, что убийство так и останется нераскрытым (годы спустя полиция вспахивает кукурузное поле, где была убита девочка, и обнаруживает бутылку от содовой с отпечатками мистера Харви и Сюзи, что окончательно делает его подозреваемым в её смерти), Сюзи остаётся постоянно в мыслях всех героев романа.

## История создания
Элис Сиболд была изнасилована в мае 1981, сразу после окончания 1-го курса университета в городе Сиракузы, США, и за день до того, как должна была уехать домой на каникулы. В 1997 году она написала биографию, озаглавленную «Lucky» (в переводе с английского «Счастливая» или «Удачливая»), в которой описала всё, что с ней произошло. Полицейские, расследовавшие её дело, сказали Сиболд, что в том же тоннеле, где произошло её изнасилование, ранее убили девушку и расчленили её тело. Сиболд, по их словам, была в этом плане «счастливой». Позже Сиболд заметила афроамериканца, в котором опознала напавшего на неё человека, и сообщила о нём в полицию.
В 2021 году мужчина, осужденный за изнасилование Сиболд на 16 лет лишения свободы, был полностью оправдан. Было ли изнасилование вообще, до сих пор не известно.
По этому поводу Сиболд написала: «Я больше всего сожалею о том, что жизнь, которую вы могли вести, была несправедливо отнята у вас, и я знаю, что никакие извинения не могут изменить то, что с вами произошло, и никогда не изменят. Будучи травмированной 18-летней жертвой изнасилования, я решила довериться американской правовой системе.  Моей целью в 1982 году была справедливость, а не увековечение несправедливости.  И уж точно не для того, чтобы навсегда и непоправимо изменить жизнь молодого человека тем преступлением, которое изменило мою».
Книга вышла в США в 2002 году и оказалась настоящим сюрпризом не только для публики и литературных критиков, но и для самих издателей, не рассчитывавших на большой тираж автора, опубликовавшего до этого всего одно произведение и практически не известного широкой публике. Роман вошёл практически во все рейтинги лучших романов 2002 года и числился в списках бестеллеров на протяжении более чем года, в том числе в списке бестселлеров по версии Publishers Weekly за 2002 и 2003 год.

## Название
«Милые кости» означают те новые связи и взаимоотношения, которые возникают в семье Сюзи и у близких ей людей после её смерти. В конце романа, когда после смерти героини проходит 10 лет и семья Сэлмон воссоединяется, Сюзи говорит:
На месте пустоты, возникшей с моей гибелью, постепенно вырастали и соединялись милые кости: одни хрупкие, другие — оплаченные немалыми жертвами, но большей частью дорогие сердцу. И я увидела вещи в ином свете: мне открылся мир, где нет меня. Обстоятельства, причиной которых стала моя смерть, — те самые косточки — обещали когда-нибудь обрасти плотью, стать единым телом. Ценой этому волшебному телу была моя жизнь.

## Экранизация
Права на экранизацию книги были куплены знаменитым режиссёром Питером Джексоном. Сценарий написан самим Джексоном совместно со своей женой Фрэн Уолш. Главные роли в картине исполнили Сирша Ронан, Рэйчел Вайс, Сьюзан Сарандон и Марк Уолберг. Фильм вышел в ограниченный прокат в США 11 декабря 2009 года, в широкий — 15 января 2010 года.